# 微型面包车
微型廂型車為符合日本輕型車規範，或尺寸小於Mini MPV的小型廂型車。
在中國大陸作微型面包车，简称微麵，因其外形多如麵包方方正正而得此名稱。上汽通用五菱目前為中國大陸最大的微麵制造商。